# Juan Manuel Rodríguez Tobal
Juan Manuel Rodríguez Tobal (Zamora, España, 30 de enero de 1962) es un poeta, traductor y profesor de lenguas clásicas. Perteneció en Zamora al grupo poético Magua Sociedad Literaria. Fue editor de la colección de poesía «El sinsonte en el patio vecino» de la Fundación Sinsonte, en la que aparecieron títulos de Nicolás Guillén, Olga Sánchez Guevara, Aimé Césaire, Saint-John Perse, Aitana Alberti, René Depestre, Martin Carter, Nancy Morejón, Rei Berroa y Waldo Leyva.

## Obra

### Libros de poesía
Ha publicado los siguientes libros de poesía:
- Dentro del aire (Sevilla, Algaida, 1999; Premio Ciudad de Badajoz).[1][2]
- Ni sí ni no (Madrid, Hiperión, colección Ajonjolí, 2002).
- Grillos (Madrid, Rialp, colección Adonáis, 2003; Premio Internacional de Poesía San Juan de la Cruz).[3][4][5]
- Los animales (Cuenca, Segundo Santos Ediciones, 2009).
- Icaria. Prólogo de Rei Berroa. (Caracas, Fundación Editorial El perro y la rana, 2010)
- Icaria (Cuenca, Segundo Santos Ediciones, 2010)[6]
- Esto era (Madrid, Hiperión, 2018)[7][8][9][10][11][12]
- Issa aliada (Madrid, Hiperión, 2021).[13][14][15][16]

### Traducciones
Es, además, traductor de obras de autores líricos grecolatinos:
- Safo. Poemas y fragmentos (Madrid, Hiperión, 1990, 8.ª ed. 2022).[17][18]
- Catulo. Poesía completa (Madrid, Hiperión, 1991, 10.ª ed. 2019).[19]
- Safo. (Grijalbo Mondadori S.A. 1998).
- Safo. Poemas y fragmentos (Barcelona, Orbis, 1998).
- Catulo. Algunos versos más desvergonzados (Grijalbo Mondadori S.A. 1999).[20]
- Ovidio. Arte de amar (Madrid, Hiperión, 1999, 5.ª ed. 2016).[21]
- Anacreonte. Poemas y fragmentos (Segovia, Pavesas, Hojas de Poesía, 2000).
- Anónimo. Algunas canciones de la lírica popular y de banquete de la Grecia arcaica (El Extramundi y los papeles de Iria Flavia, 2004).
- Antología. El ala y la cigarra. Fragmentos de la poesía arcaica griega no épica (Madrid, Hiperión, 2005).[22][23][24][25][26]
- Teognis. Elegías (Tarazona, Casa del Traductor, 2006).[27]
- Virgilio. Bucólicas (Madrid, Hiperión, 2008).[28][29][30]
- Virgilio. Bucólicas. Xilografías de Aristide Maillol (Lima, Pontificia Universidad Católica del Perú, col. "El Manantial Oculto" 2009).
- Safo. Poemas y fragmentos -Nueva edición bilingüe revisada y ampliada- (Madrid, Hiperión, 2022)[31][32][33][34]

Otras traducciones:
- Philippe Jaccottet. Cantos de abajo / Nubes (Colección «El oro de los tigres». Monterrey, Universidad Autónoma de Nuevo León, 2009).

En colaboración:
- Gueorgui Gospodínov. Una novela natural (Barcelona, Saymon Ediciones, 2009). Traducción de Neva Mícheva y Juan Manuel Rodríguez Tobal.[35][36]

### Ediciones críticas
- Claudio Rodríguez. Dichoso el que un buen día sale humilde. (Cuenca, Segundo Santos Ediciones, 2008).[37]

### Antologías
Poemas suyos han sido incluidos en:
- José Luis Puerto y Tomás Sánchez Santiago. Las Palabras de paso (poetas en Salamanca 1976-2001). (Amarú ediciones, Salamanca, 2001).

- Pedro Salvado. Vento / viento (sombra de vozes / sombra de voces). (Celya, Salamanca, 2004).

- Pedro Hilario Silva y Óscar Martín Centeno. Agua. Símbolo y memoria. (Slovento S.L. Madrid, 2006).

- Germán Labrador, Fabio Rodríguez de la Flor y Manuel Ambrosio Sánchez. Pánica tercera. (Editorial Delirio, Salamanca, 2006).

- Rei Berroa. Cauteloso engaño del sentido. (Colección Libros de la Luna. Santo Domingo, República Dominicana, 2007).

- Carlos Aganzo. Poetas y grabadores I. (Caja de Ávila, Ávila, 2007).

- Palabras como velas encendidas. Voces por los derechos humanos, (Amnistía Internacional, Zamora, 2007).

- Juan Carlos H. Vera. Animales distintos. Muestra de poetas argentinos, españoles y mexicanos nacidos en los sesentas. (Ediciones Arlequín, México, 2008).

- Homenaje a la GENERACIÓN DEL 27 con motivo de los Actos celebrados en diciembre de 1927 en el Ateneo de Sevilla. (Ateneo de Sevilla, Sevilla, 2008).

- Homenaje a Juan Ramón Jiménez. (Ateneo de Sevilla, Sevilla, 2009).

- Manuel Ángel Delgado de Castro. Poetas de Zamora. Homenaje en el Instituto Claudio Moyano. (IES Claudio Moyano, Zamora, 2009 (DVD)).

- Fernando Martos. Poesía de Castilla y León. (Revista Zurgai, Bilbao, 2010).

- Rosario Valdivia Paz-Soldán. Palabras sin fronteras. Fronteras sin palabras (V RECITAL DE POESÍA). (Universidad Ricardo Palma. Lima, Perú, 2010)

- Pedro Conde Parrado y Javier García Rodríguez. Nadie en suma (cuarenta poemas a Ulises). (Imprenta Sur, Málaga, 2011).

- Antología 7mo Festival Mundial de Poesía 2010. Homenaje a Wiliam Osuna. (Fundación Casa Nacional de las Letras Andrés Bello. Caracas. Venezuela, 2011).

- Dionisio Pérez Venegas, Ricardo García Hernández y José Cabrera Martos. 40 años de Tigres en el jardín. Conmemoración de la publicación del primer libro de poesía de Antonio Carvajal. (Editorial Point de lunettes, Sevilla, 2012).

- Noelia López Souto y Borja Cano Vidal. De la intimidad (Antología poética en homenaje a Teresa de Jesús). (Renacimiento, Sevilla, 2019).

- Homenaje a Minerva Margarita Villarreal. Tras la huella de la luz. (Revista El Cobaya, Ávila, 2020).

- Jesús Munárriz. UNI-VERSOS (Antología de poemas uni-versales recopilados por Jesús Munárriz y sus amigos). (Hiperión, Madrid, 2021).

- Rei Berroa y Fernando Cabrera. (Living Voices • Voces Vivas • Voix Vives. World Poetry Day — Día Mundial de la Poesía — Journée Mondiale de la Poésie— Festival 2022). (Santo Domingo, República Dominicana, 2022)

## Galardones y reconocimientos
- Premio de poesía «Ciudad de Badajoz», 1998.

- Premio Internacional de Poesía «San Juan de la Cruz», 2003.

- Medalla Distinción de Honor San Jerónimo otorgada por el Colegio de Traductores del Perú por su contribución al perfeccionamiento y desarrollo de los traductores peruanos. Congreso de la República, 2010.